# Pozonia balam
Espèce
Pozonia balam est une espèce d'araignées aranéomorphes de la famille des Araneidae.

## Distribution
Cette espèce est endémique de l'État de Mexico au Mexique,. Elle se rencontre à Malinalco vers 1 250 m d'altitude.

## Description
La femelle holotype mesure 10,8 mm.

## Étymologie
Cette espèce est nommée en l'honneur de Balam Yolcaut Estrada Fernández.

## Publication originale
- Estrada-Alvarez, 2015 : Nueva especie de Pozonia Schenkel (Araneae: Araneidae) de México. Revista Ibérica de Aracnología, vol. 27, p. 51-54.